# Kuljegan
Kuljegan (rusky Кульеган) je řeka v Chantymansijském autonomním okruhu v Ťumeňské oblasti v Rusku. Je dlouhá 342 km. Plocha povodí měří 6860 km².

## Průběh toku
Protéká po Vasjuganské rovině. Její tok je velmi členitý. Ústí zleva do Obu.

## Vodní režim
Zdrojem vody jsou převážně sněhové srážky.